# Giuseppe Gabaglio
Giuseppe Gabaglio (fl. XX secolo) è stato un calciatore italiano, di ruolo centrocampista.

## Carriera
Con l'Esperia Como disputa 9 gare nel campionato di Prima Divisione 1922-1923. Nel 1927-1928 gioca nella Comense.